# Asesinato en tres variantes con dos incógnitas y un maniquí
Asesinato en tres variantes con dos incógnitas y un maniquí  es una película de Argentina filmada en colores dirigida por Daniel Martín sobre su propio guion escrito en colaboración con Daniel Cacharelli y Sergio Ossés que se produjo en 1987 y nunca fue estrenada comercialmente. Tuvo como actores principales a Daniel Cacharelli, Fernando Beretta, Hugo Ghiara y Virginia Cardozo.

## Sinopsis
Una propuesta de filme absurdo de género cómico al estilo de las películas mudas y con carteles con leyendas.

## Reparto
| Actor             | Personaje |
| ----------------- | --------- |
| Daniel Cacharelli |           |
| Fernando Beretta  |           |
| Hugo Ghiara       |           |
| Virginia Cardozo  |           |
| Hernán Lencinas   |           |
| Sergio Stocchero  |           |